# Atakum
Atakum est un district de la ville de Samsun dans la Région de la mer Noire en Turquie.
Il y a une urbanisation planifiée, Atakum est la municipalité de Samsun avec le taux de croissance démographique le plus élevé. La population d'Atakum est passé de 63 712 habitants en 2004 à 215 633 habitants en 2019.
La mer est peu profonde et possède une large plage.